# Историја митских земаља (књига)
Историја митских земаља (итал. Storia delle terre e dei luoghi leggendari) је књига аутора Умберта Ека (итал. Umberto Eco), објављена 2013. године. Српско издање књиге објавила је издавачка кућа Вулкан издаваштво 2014. године, у преводу Миреле Радосављевић и Александра Левија.

## О аутору
Умберто Еко (1932 – 2016) је био филозоф, естетичар, семиолог, теоретичар књижевности, писац, есејиста и историчар средњег века. У свом истраживачком раду бавио се проучавањем средстава масовног информисања у оквиру семиологије и естетике.Славу је стекао романом Име руже по којем је снимљен и филм, илустрованим издањима Историја лепоте и Историја ружноће.

## О књизи
Књига Историја митских земаља је посвећена митским земљама и крајевима; земљама и крајевима које су стварно постојале, као и о онима које нису.
Књига ипак даје одличан преглед најважнијих митова и легенди о крајевима које је створила људска машта.
Човек је маштајући створио земље и места која никада нису постојала - колиба седам патуљака, острва која је Гуливер посетио на својим путовањима, Фејгинове јазбине из књиге Оливер Твист, стан Шерлока Холмса у улици Бејкер, као и многа друга. Сва та места су плод имагинације приповедача или песника. Од древних времена исто тако сањари о местима која су можда постојала, међу којима су Атлантида, Му, Лемурија, Елдорадо, Дембелија, тајно скровиште Светог грала или тајанствено подземно краљевство Агарта. 
Нека од њих су подсткла настанак легенди и инспирисала величанствена уметничка дела, друге су мотивисали на путовања и истраживања где су проналазили нове, стварне земље и тако мењали ток историје. 
Човек је одувек и стално измишљао чудесне земље, почев од Хомерових епова до научне фантастике, од древних митова до савремених стрипова, и на тај начин пројектујући у њих жеље, снове, утопије, страхове.
Постоје митови о земљама који засигурно не постоје, али није искључено да су у прадавна времена постојала, или оних о којима говоре многе легенде, и питање је да ли су икада постојале, или она које су сигурно плод приповедачке маште. Има земаља чије постојање поткрепљују једино библијски извори, као и оних које су створене неким лажним документима, и оних које и дан-данас постоје иако само као рушевине, али је око њих исплетена читава митологија. Митске земље и крајеви су разноврсни, али им је једно заједничко - мењали су ток историје и стварали веровања. Екова књига Историја митских земаља се бави управо реалношћу таквих илузија.
Књига има петнаест поглавља – измаштане крајеве Еко је сврстао у четрнаест поглавља: Равна земља и антиподи, Библијски крајеви, Хомерови крајеви и седам светских чуда, Источњачка чудеса, од Александра до презвитера Јована, Земаљски рај, Острва блажених и Елдорадо, Атлантида, Му и Лемурија, Последња Тула и Хипербореја, Сеобе Грала, Аламут, Старац са планине и асасини, Земља Дембелија, Утопијска острва, Соломонова острва и Јужна земља, Унутрашњост Земље, поларни мит и Агарта и Откриће Рен ле Шатоа; а петнаесто поглавље је насловљено Места из књижевности и њихова истинитост. Свако поглавље прате индекси, библиографија коришћених превода на српски, општа библиографија.